# OFK Pirin Blagoëvgrad
OFCK Pirin Blagoëvgrad is een Bulgaarse voetbalclub uit Blagoëvgrad.

## Geschiedenis
De club werd in 1922 opgericht. In 1969 promoveerde de club voor het eerst naar de tweede klasse en bereikte in 1973 voor het eerst de hoogste klasse. Na enkele seizoenen middenmoot werd de club 6de in 1977, daarna ging het langzaam bergaf tot een degradatie volgde in 1981. De club keerde voor één seizoen terug in 1982/83 en daarna weer voor een langere periode in 1984 toen de 5de plaats werd behaald en de club voor het eerst Europees mocht spelen. De volgende seizoenen verdween de club opnieuw in de middenmoot tot de degradatie volgde in 1995. In 1998 promoveerde de club terug naar de hoogste klasse maar kon slechts 2 seizoenen standhouden. In 2004 keerde Pirin terug en kon zich maar net van degradatie redden. Het seizoen 2005/06 liep fataal af voor de club, nadat Pirin er niet in slaagde zich schuldenvrij te maken werd de club na 2 wedstrijden uit de competitie gezet en naar de 3de klasse verwezen, daar eindigde de club op een 4de plaats. In 2008 slaagde de club er opnieuw in te promoveren naar de tweede klasse. In december 2008 reeds fuseerden beide clubs onder druk van de supporters. De club speelde het seizoen in de tweede klasse wel uit, al werden thuiswedstrijden in Bansko gespeeld. De fusieclub kreeg ook recht op de geschiedenis van de traditieclub.
In 2011 eindigde de club als dertiende en degradeerde. Door een bankroet kreeg de club ook geen licentie om in de Professional B Football Group uit te mogen komen waardoor de doorstart van de club sindsdien in de V Grupa op regionaal amateurniveau speelde. In 2012 werd de huidige naam aangenomen. In 2014 promoveerde de club naar de B Grupa en een jaar later opnieuw naar de A Grupa. In 2018 degradeerde de club opnieuw en kon na drie seizoenen terugkeren tot in 2024 opnieuw de degradatie volgde.

## Eindklasseringen vanaf 1974
| 11 |

| 12 |

| 12 |

| 6 |

| 7 |

| 9 |

| 12 |

| 16 |

| 2 |

| 16 |

|  |

|  |

|  |

|  |

|  |

|  |

|  |

|  |

|  |

|  |

|  |

|  |

|  |

|  |

|  |

|  |

|  |

| 3 |

| 6 |

| 5 |

| 2 |

| 13 |

| 14 |

| 1 |

| 8 |

| 10 |

| 9 |

| 13 |

|  |

| 3 |

| 1 |

| 2 |

| 8 |

| 10 |

| 14 |

| 13 |

| 11 |

| 1 |

| 12 |

| 11 |

| 15 |

| 3 |

| Parva Liga/A Grupa | Vtora Liga/B Grupa | Treta Liga/V AFG | A OFG Regionaal |

## Pirin in Europa
Uitslagen vanuit gezichtspunt OFK Pirin Blagoëvgrad
| Seizoen | Competitie   | Ronde | Land                   | Club          | Totaalscore | 1e W    | 2e W    | PUC |
| ------- | ------------ | ----- | ---------------------- | ------------- | ----------- | ------- | ------- | --- |
| 1985/86 | UEFA Cup     | 1R    | Vlag van Zweden        | Hammarby IF   | 1-7         | 1-3 (T) | 0-4 (U) | 0.0 |
| 1994/95 | Europacup II | Q     | Vlag van Liechtenstein | FC Schaan     | 4-0         | 3-0 (T) | 1-0 (T) | 4.0 |
|         |              | 1R    | Vlag van Griekenland   | Panathinaikos | 1-8         | 0-2 (T) | 1-6 (U) | 4.0 |

Totaal aantal punten voor UEFA coëfficiënten: 4.0
Zie ook
- Deelnemers UEFA-toernooien Bulgarije
- Ranglijst van alle clubs die in de diverse Europa Cups zijn uitgekomen